# Pierre-Joseph Proudhon
Pierre-Joseph Proudhon, francoski politik in filozof, * 15. januar 1809, Besançon, Francija, † 19. januar 1865, Passy.
Bil je ustanovitelj filozofije mutualizma, prvi, ki se je oklical za anarhista in na splošno velja za enega najvplivnejših teoretikov ideologije. Proudhon je za mnoge tudi »oče anarhizma«. Po revoluciji leta 1848 je postal član francoskega parlamenta, nakar se je oklical za federalista.
Proudhon, rojen v Besançonu, je bil tiskar, ki se je naučil latinsko, da bi bolje tiskal knjige v tem jeziku. Njegova najbolj znana trditev je »Lastnina je kraja!«, ki je bila del njegovega dela Kaj je lastnina? Ali, preiskava načela pravice in vlade, objavljena leta 1840. Objava knjige je pritegnila pozornost francoske oblasti. Pritegnila je tudi zanimanje Karla Marxa, ki je začel korespondenco z avtorjem. Vplivala sta drug na drugega, spoznala sta se v Parizu ko je bil Marx tam v izgnanstvu. Njuno prijateljstvo se je končalo, ko se je Marx odzval na Proudhonovo delo Sistemska ekonomična nasprotja. Ali, filozofija revščine s provokativno naslovljenim delom Revščina filozofije. Ta spor je postal razlog za razdeljenost med anarhisti in marksisti prve internacionale. Nekateri, kot so Edmund Wilson, so zatrjevali, da je razlog za Marxove napade na Proudhonova dela Proudhonovo odobravanje Karla Grüna ki je pripravljal prevode Proudhonovih del in ga je Marx preziral.